# Bogatka (przystanek kolejowy)
Bogatka – przystanek kolejowy we wsi Bogatka, pow. gdański, woj. pomorskie.